# Lista över fornlämningar i Linköpings kommun (Gistad)
Lista över fornlämningar i Linköpings kommun (Gistad) är en förteckning av ett urval av de fornlämningar som finns i Gistad i Linköpings kommun.
| Namn                      | Lämningstyp                 | Tillkomsttid | Historisk indelning  | Plats | Läge                 | ID-nr          | Bild                                 |
| ------------------------- | --------------------------- | ------------ | -------------------- | ----- | -------------------- | -------------- | ------------------------------------ |
| Gistad 1:1                | Stensättning                |              | Gistad, Östergötland |       | 58.457001, 15.926188 | 10042200010001 | Ladda upp en bild av detta fornminne |
| Gistad 1:2                | Stensättning                |              | Gistad, Östergötland |       | 58.457130, 15.926325 | 10042200010002 | Ladda upp en bild av detta fornminne |
| Gistad 1:3                | Stensättning                |              | Gistad, Östergötland |       | 58.456978, 15.926466 | 10042200010003 | Ladda upp en bild av detta fornminne |
| Gistad 2:1                | Stensättning                |              | Gistad, Östergötland |       | 58.458038, 15.926106 | 10042200020001 | Ladda upp en bild av detta fornminne |
| Gistad 3:1                | Gravfält                    |              | Gistad, Östergötland |       | 58.458961, 15.922551 | 10042200030001 | Ladda upp en bild av detta fornminne |
| Gistad 8:1                | Stensättning                |              | Gistad, Östergötland |       | 58.468500, 15.916109 | 10042200080001 | Ladda upp en bild av detta fornminne |
| Gistad 8:2                | Stensättning                |              | Gistad, Östergötland |       | 58.468385, 15.916201 | 10042200080002 | Ladda upp en bild av detta fornminne |
| Gistad 8:3                | Stensättning                |              | Gistad, Östergötland |       | 58.468424, 15.915917 | 10042200080003 | Ladda upp en bild av detta fornminne |
| Gistad 8:4                | Stensättning                |              | Gistad, Östergötland |       | 58.468579, 15.915766 | 10042200080004 | Ladda upp en bild av detta fornminne |
| Gistad 9:1                | Stensättning                |              | Gistad, Östergötland |       | 58.469661, 15.912403 | 10042200090001 | Ladda upp en bild av detta fornminne |
| Gistad 9:2                | Stensättning                |              | Gistad, Östergötland |       | 58.469262, 15.912475 | 10042200090002 | Ladda upp en bild av detta fornminne |
| Gistad 10:1               | Gravfält                    |              | Gistad, Östergötland |       | 58.472221, 15.913312 | 10042200100001 | Ladda upp en bild av detta fornminne |
| Gistad 11:1               | Stensättning                |              | Gistad, Östergötland |       | 58.471168, 15.916562 | 10042200110001 | Ladda upp en bild av detta fornminne |
| Gistad 11:2               | Stensättning                |              | Gistad, Östergötland |       | 58.471101, 15.917086 | 10042200110002 | Ladda upp en bild av detta fornminne |
| Gistad 11:3               | Grav markerad av sten/block |              | Gistad, Östergötland |       | 58.471139, 15.916726 | 10042200110003 | Ladda upp en bild av detta fornminne |
| Gistad 11:4               | Stensättning                |              | Gistad, Östergötland |       | 58.471362, 15.916641 | 10042200110004 | Ladda upp en bild av detta fornminne |
| Gistad 12:2               | Stensättning                |              | Gistad, Östergötland |       | 58.470597, 15.916958 | 10042200120002 | Ladda upp en bild av detta fornminne |
| Gistad 14:1               | Gravfält                    |              | Gistad, Östergötland |       | 58.472979, 15.928074 | 10042200140001 | Ladda upp en bild av detta fornminne |
| Gistad 15:1               | Gravfält                    |              | Gistad, Östergötland |       | 58.472478, 15.920464 | 10042200150001 | Ladda upp en bild av detta fornminne |
| Gistad 16:1               | Gravfält                    |              | Gistad, Östergötland |       | 58.469805, 15.925125 | 10042200160001 | Ladda upp en bild av detta fornminne |
| Gistad 17:1               | Stensättning                |              | Gistad, Östergötland |       | 58.466804, 15.942526 | 10042200170001 | Ladda upp en bild av detta fornminne |
| Gistad 19:1               | Stensättning                |              | Gistad, Östergötland |       | 58.468643, 15.944302 | 10042200190001 | Ladda upp en bild av detta fornminne |
| Gistad 19:2               | Stensättning                |              | Gistad, Östergötland |       | 58.468610, 15.944580 | 10042200190002 | Ladda upp en bild av detta fornminne |
| Gistad 21:1               | Röse                        |              | Gistad, Östergötland |       | 58.444408, 15.873060 | 10042200210001 | Ladda upp en bild av detta fornminne |
| Gistad 21:2               | Stensättning                |              | Gistad, Östergötland |       | 58.444301, 15.873295 | 10042200210002 | Ladda upp en bild av detta fornminne |
| Gistad 21:3               | Stensättning                |              | Gistad, Östergötland |       | 58.443959, 15.873680 | 10042200210003 | Ladda upp en bild av detta fornminne |
| Gistad 21:4               | Stensättning                |              | Gistad, Östergötland |       | 58.443858, 15.873785 | 10042200210004 | Ladda upp en bild av detta fornminne |
| Gistad 23:1               | Röse                        |              | Gistad, Östergötland |       | 58.438381, 15.879461 | 10042200230001 | Ladda upp en bild av detta fornminne |
| Gistad 24:1               | Gravfält                    |              | Gistad, Östergötland |       | 58.448788, 15.883453 | 10042200240001 | Ladda upp en bild av detta fornminne |
| Gistad 25:1               | Stensättning                |              | Gistad, Östergötland |       | 58.446696, 15.902954 | 10042200250001 | Ladda upp en bild av detta fornminne |
| Gistad 26:1               | Stensättning                |              | Gistad, Östergötland |       | 58.446683, 15.904584 | 10042200260001 | Ladda upp en bild av detta fornminne |
| Gistad 27:1               | Gravfält                    |              | Gistad, Östergötland |       | 58.445474, 15.909078 | 10042200270001 | Ladda upp en bild av detta fornminne |
| Gistad 28:1               | Stensättning                |              | Gistad, Östergötland |       | 58.444334, 15.907056 | 10042200280001 | Ladda upp en bild av detta fornminne |
| Gistad 29:1               | Gravfält                    |              | Gistad, Östergötland |       | 58.444895, 15.896330 | 10042200290001 | Ladda upp en bild av detta fornminne |
| Gistad 31:1               | Stensättning                |              | Gistad, Östergötland |       | 58.467642, 15.951683 | 10042200310001 | Ladda upp en bild av detta fornminne |
| Gistad 32:1               | Stensättning                |              | Gistad, Östergötland |       | 58.467437, 15.952971 | 10042200320001 | Ladda upp en bild av detta fornminne |
| Gistad 32:2               | Stensättning                |              | Gistad, Östergötland |       | 58.467363, 15.952840 | 10042200320002 | Ladda upp en bild av detta fornminne |
| Gistad 32:3               | Stensättning                |              | Gistad, Östergötland |       | 58.467359, 15.953121 | 10042200320003 | Ladda upp en bild av detta fornminne |
| Gistad 33:1               | Gravfält                    |              | Gistad, Östergötland |       | 58.465481, 15.946042 | 10042200330001 | Ladda upp en bild av detta fornminne |
| Gistad 34:1               | Stensättning                |              | Gistad, Östergötland |       | 58.461350, 15.949203 | 10042200340001 | Ladda upp en bild av detta fornminne |
| Gistad 35:1               | Stensättning                |              | Gistad, Östergötland |       | 58.463255, 15.939602 | 10042200350001 | Ladda upp en bild av detta fornminne |
| Gistad 37:1               | Stensättning                |              | Gistad, Östergötland |       | 58.458076, 15.957601 | 10042200370001 | Ladda upp en bild av detta fornminne |
| Gistad 37:2               | Stensättning                |              | Gistad, Östergötland |       | 58.457932, 15.957395 | 10042200370002 | Ladda upp en bild av detta fornminne |
| Gistad 37:3               | Stensättning                |              | Gistad, Östergötland |       | 58.457704, 15.957494 | 10042200370003 | Ladda upp en bild av detta fornminne |
| Galgbacken (Gistad 38:1)  | Gravfält                    |              | Gistad, Östergötland |       | 58.456625, 15.931369 | 10042200380001 | Ladda upp en bild av detta fornminne |
| Gistad 40:1               | Gravfält                    |              | Gistad, Östergötland |       | 58.461625, 15.936757 | 10042200400001 | Ladda upp en bild av detta fornminne |
| Gistad 41:1               | Gravfält                    |              | Gistad, Östergötland |       | 58.459584, 15.935872 | 10042200410001 | Ladda upp en bild av detta fornminne |
| Gistad 43:1               | Gravfält                    |              | Gistad, Östergötland |       | 58.457230, 15.942828 | 10042200430001 | Ladda upp en bild av detta fornminne |
| Gistad 44:1               | Stenkrets                   |              | Gistad, Östergötland |       | 58.458885, 15.948725 | 10042200440001 | Ladda upp en bild av detta fornminne |
| Gistad 47:1               | Gravfält                    |              | Gistad, Östergötland |       | 58.463546, 15.929846 | 10042200470001 | Ladda upp en bild av detta fornminne |
| Gistad 48:1               | Stensättning                |              | Gistad, Östergötland |       | 58.466698, 15.928123 | 10042200480001 | Ladda upp en bild av detta fornminne |
| Gistad 49:1               | Stensättning                |              | Gistad, Östergötland |       | 58.466559, 15.917360 | 10042200490001 | Ladda upp en bild av detta fornminne |
| Gistad 49:2               | Stensättning                |              | Gistad, Östergötland |       | 58.466604, 15.917083 | 10042200490002 | Ladda upp en bild av detta fornminne |
| Gistad 50:1               | Stensättning                |              | Gistad, Östergötland |       | 58.466181, 15.915259 | 10042200500001 | Ladda upp en bild av detta fornminne |
| Gistad 52:1               | Grav markerad av sten/block |              | Gistad, Östergötland |       | 58.465136, 15.909479 | 10042200520001 | Ladda upp en bild av detta fornminne |
| Gistad 53:1               | Stensättning                |              | Gistad, Östergötland |       | 58.465996, 15.909347 | 10042200530001 | Ladda upp en bild av detta fornminne |
| Gistad 53:2               | Stensättning                |              | Gistad, Östergötland |       | 58.465877, 15.909425 | 10042200530002 | Ladda upp en bild av detta fornminne |
| Gistad 53:3               | Stensättning                |              | Gistad, Östergötland |       | 58.465922, 15.908685 | 10042200530003 | Ladda upp en bild av detta fornminne |
| Gistad 53:4               | Stensättning                |              | Gistad, Östergötland |       | 58.466201, 15.908669 | 10042200530004 | Ladda upp en bild av detta fornminne |
| Gistad 54:1               | Gravfält                    |              | Gistad, Östergötland |       | 58.453837, 15.955965 | 10042200540001 | Ladda upp en bild av detta fornminne |
| Gistad 55:1               | Gravfält                    |              | Gistad, Östergötland |       | 58.452480, 15.951063 | 10042200550001 | Ladda upp en bild av detta fornminne |
| Gistad 56:1               | Grav markerad av sten/block |              | Gistad, Östergötland |       | 58.451893, 15.949926 | 10042200560001 | Ladda upp en bild av detta fornminne |
| Gistad 57:1               | Stensättning                |              | Gistad, Östergötland |       | 58.451421, 15.951147 | 10042200570001 | Ladda upp en bild av detta fornminne |
| Gistad 57:2               | Stensättning                |              | Gistad, Östergötland |       | 58.451764, 15.951141 | 10042200570002 | Ladda upp en bild av detta fornminne |
| Gistad 61:1               | Hög                         |              | Gistad, Östergötland |       | 58.445466, 15.955088 | 10042200610001 | Ladda upp en bild av detta fornminne |
| Gistad 65:1               | Stensättning                |              | Gistad, Östergötland |       | 58.451523, 15.946003 | 10042200650001 | Ladda upp en bild av detta fornminne |
| Gistad 66:1               | Stensättning                |              | Gistad, Östergötland |       | 58.451798, 15.942185 | 10042200660001 | Ladda upp en bild av detta fornminne |
| Gistad 66:2               | Stensättning                |              | Gistad, Östergötland |       | 58.451728, 15.941849 | 10042200660002 | Ladda upp en bild av detta fornminne |
| Gistad 66:4               | Stensättning                |              | Gistad, Östergötland |       | 58.451965, 15.942268 | 10042200660004 | Ladda upp en bild av detta fornminne |
| Gistad 67:2               | Husgrund, historisk tid     |              | Gistad, Östergötland |       | 58.451901, 15.940623 | 10042200670002 | Ladda upp en bild av detta fornminne |
| Gistad 68:1               | Stensättning                |              | Gistad, Östergötland |       | 58.451291, 15.939125 | 10042200680001 | Ladda upp en bild av detta fornminne |
| Gistad 68:2               | Stensättning                |              | Gistad, Östergötland |       | 58.451259, 15.938967 | 10042200680002 | Ladda upp en bild av detta fornminne |
| Gistad 68:3               | Stensättning                |              | Gistad, Östergötland |       | 58.451185, 15.938817 | 10042200680003 | Ladda upp en bild av detta fornminne |
| Gistad 69:1               | Stensättning                |              | Gistad, Östergötland |       | 58.449322, 15.934671 | 10042200690001 | Ladda upp en bild av detta fornminne |
| Gistad 69:2               | Stensättning                |              | Gistad, Östergötland |       | 58.449191, 15.934637 | 10042200690002 | Ladda upp en bild av detta fornminne |
| Gistad 70:1               | Stensättning                |              | Gistad, Östergötland |       | 58.449518, 15.927993 | 10042200700001 | Ladda upp en bild av detta fornminne |
| Gistad 70:2               | Stensättning                |              | Gistad, Östergötland |       | 58.449335, 15.927822 | 10042200700002 | Ladda upp en bild av detta fornminne |
| Gistad 70:3               | Stensättning                |              | Gistad, Östergötland |       | 58.449579, 15.928213 | 10042200700003 | Ladda upp en bild av detta fornminne |
| Gistad 70:4               | Stensättning                |              | Gistad, Östergötland |       | 58.449633, 15.928048 | 10042200700004 | Ladda upp en bild av detta fornminne |
| Gistad 71:1               | Stensättning                |              | Gistad, Östergötland |       | 58.443019, 15.930653 | 10042200710001 | Ladda upp en bild av detta fornminne |
| Gistad 71:2               | Stensättning                |              | Gistad, Östergötland |       | 58.442779, 15.931236 | 10042200710002 | Ladda upp en bild av detta fornminne |
| Gistad 72:1               | Stensättning                |              | Gistad, Östergötland |       | 58.444869, 15.937468 | 10042200720001 | Ladda upp en bild av detta fornminne |
| Gistad 75:1               | Stensättning                |              | Gistad, Östergötland |       | 58.444936, 15.941159 | 10042200750001 | Ladda upp en bild av detta fornminne |
| Gistad 76:1               | Stensättning                |              | Gistad, Östergötland |       | 58.448429, 15.929552 | 10042200760001 | Ladda upp en bild av detta fornminne |
| Gistad 76:2               | Stensättning                |              | Gistad, Östergötland |       | 58.448255, 15.929823 | 10042200760002 | Ladda upp en bild av detta fornminne |
| Gistad 77:1               | Gravfält                    |              | Gistad, Östergötland |       | 58.444560, 15.923458 | 10042200770001 | Ladda upp en bild av detta fornminne |
| Gistad 78:1               | Stensättning                |              | Gistad, Östergötland |       | 58.444372, 15.918914 | 10042200780001 | Ladda upp en bild av detta fornminne |
| Gistad 79:1               | Gravfält                    |              | Gistad, Östergötland |       | 58.444259, 15.920308 | 10042200790001 | Ladda upp en bild av detta fornminne |
| Gistad 81:1               | Gravfält                    |              | Gistad, Östergötland |       | 58.451839, 15.923141 | 10042200810001 | Ladda upp en bild av detta fornminne |
| Gistad 82:1               | Gravfält                    |              | Gistad, Östergötland |       | 58.449463, 15.897370 | 10042200820001 | Ladda upp en bild av detta fornminne |
| Gistad 83:1               | Stensättning                |              | Gistad, Östergötland |       | 58.451230, 15.910801 | 10042200830001 | Ladda upp en bild av detta fornminne |
| Gistad 83:2               | Stensättning                |              | Gistad, Östergötland |       | 58.451282, 15.911404 | 10042200830002 | Ladda upp en bild av detta fornminne |
| Gistad 84:1               | Stensättning                |              | Gistad, Östergötland |       | 58.452354, 15.912192 | 10042200840001 | Ladda upp en bild av detta fornminne |
| Gistad 84:2               | Stensättning                |              | Gistad, Östergötland |       | 58.452364, 15.912026 | 10042200840002 | Ladda upp en bild av detta fornminne |
| Gistad 84:3               | Stensättning                |              | Gistad, Östergötland |       | 58.452336, 15.912436 | 10042200840003 | Ladda upp en bild av detta fornminne |
| Gistad 85:1               | Stensättning                |              | Gistad, Östergötland |       | 58.451958, 15.904623 | 10042200850001 | Ladda upp en bild av detta fornminne |
| Gistad 85:2               | Stensättning                |              | Gistad, Östergötland |       | 58.452033, 15.905058 | 10042200850002 | Ladda upp en bild av detta fornminne |
| Gistad 86:1               | Gravfält                    |              | Gistad, Östergötland |       | 58.451190, 15.908840 | 10042200860001 | Ladda upp en bild av detta fornminne |
| Gistad 87:1               | Gravfält                    |              | Gistad, Östergötland |       | 58.460435, 15.893992 | 10042200870001 | Ladda upp en bild av detta fornminne |
| Gistad 88:1               | Gravfält                    |              | Gistad, Östergötland |       | 58.453655, 15.903775 | 10042200880001 | Ladda upp en bild av detta fornminne |
| Gistad 92:1               | Stensättning                |              | Gistad, Östergötland |       | 58.437667, 15.914942 | 10042200920001 | Ladda upp en bild av detta fornminne |
| Gistad 92:2               | Stensättning                |              | Gistad, Östergötland |       | 58.437791, 15.914613 | 10042200920002 | Ladda upp en bild av detta fornminne |
| Gistad 93:1               | Gravfält                    |              | Gistad, Östergötland |       | 58.438130, 15.919362 | 10042200930001 | Ladda upp en bild av detta fornminne |
| Gistad 94:1               | Gravfält                    |              | Gistad, Östergötland |       | 58.440364, 15.917800 | 10042200940001 | Ladda upp en bild av detta fornminne |
| Gistad 96:1               | Stensättning                |              | Gistad, Östergötland |       | 58.435955, 15.921078 | 10042200960001 | Ladda upp en bild av detta fornminne |
| Gistad 96:2               | Stensättning                |              | Gistad, Östergötland |       | 58.435985, 15.922147 | 10042200960002 | Ladda upp en bild av detta fornminne |
| Gistad 97:1               | Stensättning                |              | Gistad, Östergötland |       | 58.435592, 15.924345 | 10042200970001 | Ladda upp en bild av detta fornminne |
| Skåpet (Gistad 98:1)      | Stensättning                |              | Gistad, Östergötland |       | 58.436723, 15.930127 | 10042200980001 | Ladda upp en bild av detta fornminne |
| Gistad 100:1              | Stensättning                |              | Gistad, Östergötland |       | 58.438150, 15.928440 | 10042201000001 | Ladda upp en bild av detta fornminne |
| Gistad 100:2              | Stensättning                |              | Gistad, Östergötland |       | 58.437921, 15.928658 | 10042201000002 | Ladda upp en bild av detta fornminne |
| Gistad 100:3              | Stensättning                |              | Gistad, Östergötland |       | 58.437653, 15.927769 | 10042201000003 | Ladda upp en bild av detta fornminne |
| Gistad 100:4              | Stensättning                |              | Gistad, Östergötland |       | 58.437851, 15.929205 | 10042201000004 | Ladda upp en bild av detta fornminne |
| Gistad 100:5              | Stensättning                |              | Gistad, Östergötland |       | 58.437757, 15.927782 | 10042201000005 | Ladda upp en bild av detta fornminne |
| Gistad 100:6              | Stensättning                |              | Gistad, Östergötland |       | 58.437474, 15.927437 | 10042201000006 | Ladda upp en bild av detta fornminne |
| Gistad 101:1              | Stensättning                |              | Gistad, Östergötland |       | 58.437129, 15.930940 | 10042201010001 | Ladda upp en bild av detta fornminne |
| Gistad 102:1              | Gravfält                    |              | Gistad, Östergötland |       | 58.437286, 15.935998 | 10042201020001 | Ladda upp en bild av detta fornminne |
| Gistad 103:1              | Gravfält                    |              | Gistad, Östergötland |       | 58.437145, 15.937720 | 10042201030001 | Ladda upp en bild av detta fornminne |
| Gistad 104:1              | Stensättning                |              | Gistad, Östergötland |       | 58.437852, 15.943481 | 10042201040001 | Ladda upp en bild av detta fornminne |
| Gistad 104:2              | Stensättning                |              | Gistad, Östergötland |       | 58.437732, 15.943389 | 10042201040002 | Ladda upp en bild av detta fornminne |
| Gistad 104:3              | Stensättning                |              | Gistad, Östergötland |       | 58.437689, 15.943183 | 10042201040003 | Ladda upp en bild av detta fornminne |
| Gistad 105:1              | Gravfält                    |              | Gistad, Östergötland |       | 58.440056, 15.950401 | 10042201050001 | Ladda upp en bild av detta fornminne |
| Gistad 106:1              | Gravfält                    |              | Gistad, Östergötland |       | 58.436455, 15.947250 | 10042201060001 | Ladda upp en bild av detta fornminne |
| Gistad 110:1              | Stensättning                |              | Gistad, Östergötland |       | 58.438572, 15.952146 | 10042201100001 | Ladda upp en bild av detta fornminne |
| Gistad 111:1              | Stensättning                |              | Gistad, Östergötland |       | 58.436964, 15.919123 | 10042201110001 | Ladda upp en bild av detta fornminne |
| Gistad 111:4              | Stensättning                |              | Gistad, Östergötland |       | 58.436643, 15.919962 | 10042201110004 | Ladda upp en bild av detta fornminne |
| Gistad 112:1              | Gravfält                    |              | Gistad, Östergötland |       | 58.445403, 15.934535 | 10042201120001 | Ladda upp en bild av detta fornminne |
| Gistad 116:1              | Grav markerad av sten/block |              | Gistad, Östergötland |       | 58.443715, 15.953042 | 10042201160001 | Ladda upp en bild av detta fornminne |
| Gistad 117:1              | Grav markerad av sten/block |              | Gistad, Östergötland |       | 58.448100, 15.948555 | 10042201170001 | Ladda upp en bild av detta fornminne |
| Brandkulan (Gistad 123:5) | Stensättning                |              | Gistad, Östergötland |       | 58.438031, 15.937379 | 10042201230005 | Ladda upp en bild av detta fornminne |
| Brandkulan (Gistad 123:6) | Stensättning                |              | Gistad, Östergötland |       | 58.438148, 15.937196 | 10042201230006 | Ladda upp en bild av detta fornminne |
| Gistad 125:1              | Stensättning                |              | Gistad, Östergötland |       | 58.435730, 15.946121 | 10042201250001 | Ladda upp en bild av detta fornminne |
| Gistad 126:1              | Stensättning                |              | Gistad, Östergötland |       | 58.441301, 15.954682 | 10042201260001 | Ladda upp en bild av detta fornminne |
| Gistad 126:2              | Stensättning                |              | Gistad, Östergötland |       | 58.441117, 15.955127 | 10042201260002 | Ladda upp en bild av detta fornminne |
| Gistad 127:1              | Stensättning                |              | Gistad, Östergötland |       | 58.441494, 15.956330 | 10042201270001 | Ladda upp en bild av detta fornminne |
| Gistad 133:1              | Gravfält                    |              | Gistad, Östergötland |       | 58.442377, 15.966263 | 10042201330001 | Ladda upp en bild av detta fornminne |
| Gistad 135:1              | Stensättning                |              | Gistad, Östergötland |       | 58.444307, 15.969055 | 10042201350001 | Ladda upp en bild av detta fornminne |
| Gistad 135:2              | Grav markerad av sten/block |              | Gistad, Östergötland |       | 58.444329, 15.969278 | 10042201350002 | Ladda upp en bild av detta fornminne |
| Gistad 137:1              | Stensättning                |              | Gistad, Östergötland |       | 58.434034, 15.938297 | 10042201370001 | Ladda upp en bild av detta fornminne |
| Gistad 138:1              | Gravfält                    |              | Gistad, Östergötland |       | 58.438987, 15.928478 | 10042201380001 | Ladda upp en bild av detta fornminne |
| Gistad 139:1              | Stensättning                |              | Gistad, Östergötland |       | 58.444784, 15.918045 | 10042201390001 | Ladda upp en bild av detta fornminne |
| Gistad 145:1              | Stensättning                |              | Gistad, Östergötland |       | 58.458285, 15.915794 | 10042201450001 | Ladda upp en bild av detta fornminne |
| Gistad 155:1              | Gravfält                    |              | Gistad, Östergötland |       | 58.435967, 15.923128 | 10042201550001 | Ladda upp en bild av detta fornminne |
| Gistad 162:1              | Gravfält                    |              | Gistad, Östergötland |       | 58.446588, 15.901473 | 10042201620001 | Ladda upp en bild av detta fornminne |
| Gistad 164:1              | Stensättning                |              | Gistad, Östergötland |       | 58.447389, 15.906431 | 10042201640001 | Ladda upp en bild av detta fornminne |
| Gistad 166:1              | Gravfält                    |              | Gistad, Östergötland |       | 58.451099, 15.870489 | 10042201660001 | Ladda upp en bild av detta fornminne |
| Gistad 168:1              | Stensättning                |              | Gistad, Östergötland |       | 58.451736, 15.870173 | 10042201680001 | Ladda upp en bild av detta fornminne |
| Gistad 169:1              | Stensättning                |              | Gistad, Östergötland |       | 58.450417, 15.869429 | 10042201690001 | Ladda upp en bild av detta fornminne |
| Gistad 170:1              | Stensättning                |              | Gistad, Östergötland |       | 58.449281, 15.868551 | 10042201700001 | Ladda upp en bild av detta fornminne |
| Gistad 170:2              | Stensättning                |              | Gistad, Östergötland |       | 58.449320, 15.868035 | 10042201700002 | Ladda upp en bild av detta fornminne |
| Gistad 171:1              | Stensättning                |              | Gistad, Östergötland |       | 58.452004, 15.866887 | 10042201710001 | Ladda upp en bild av detta fornminne |
| Gistad 175:1              | Stensättning                |              | Gistad, Östergötland |       | 58.438463, 15.929518 | 10042201750001 | Ladda upp en bild av detta fornminne |
| Gistad 175:2              | Stensättning                |              | Gistad, Östergötland |       | 58.438337, 15.929649 | 10042201750002 | Ladda upp en bild av detta fornminne |
| Gistad 182:1              | Stensättning                |              | Gistad, Östergötland |       | 58.464412, 15.928277 | 10042201820001 | Ladda upp en bild av detta fornminne |
| Gistad 187:2              | Stensättning                |              | Gistad, Östergötland |       | 58.458587, 15.944655 | 10042201870002 | Ladda upp en bild av detta fornminne |
| Gistad 194:1              | Stensättning                |              | Gistad, Östergötland |       | 58.450732, 15.933613 | 10042201940001 | Ladda upp en bild av detta fornminne |
| Gistad 195:1              | Stensättning                |              | Gistad, Östergötland |       | 58.451079, 15.934884 | 10042201950001 | Ladda upp en bild av detta fornminne |
| Gistad 195:2              | Stensättning                |              | Gistad, Östergötland |       | 58.451261, 15.934659 | 10042201950002 | Ladda upp en bild av detta fornminne |
| Gistad 196:2              | Stensättning                |              | Gistad, Östergötland |       | 58.451605, 15.936680 | 10042201960002 | Ladda upp en bild av detta fornminne |
| Gistad 196:3              | Stensättning                |              | Gistad, Östergötland |       | 58.451639, 15.936866 | 10042201960003 | Ladda upp en bild av detta fornminne |
| Gistad 198:1              | Stensättning                |              | Gistad, Östergötland |       | 58.446021, 15.933807 | 10042201980001 | Ladda upp en bild av detta fornminne |
| Gistad 200:1              | Stensättning                |              | Gistad, Östergötland |       | 58.445686, 15.933299 | 10042202000001 | Ladda upp en bild av detta fornminne |
| Gistad 200:2              | Stensättning                |              | Gistad, Östergötland |       | 58.445641, 15.933439 | 10042202000002 | Ladda upp en bild av detta fornminne |
| Gistad 207                | Stensättning                |              | Gistad, Östergötland |       | 58.437488, 15.933041 | 12000000110418 | Ladda upp en bild av detta fornminne |
| Gistad 208                | Stensättning                |              | Gistad, Östergötland |       | 58.437486, 15.933257 | 12000000110419 | Ladda upp en bild av detta fornminne |